# Майоров, Александр Вячеславович
Алекса́ндр Вячесла́вович Майо́ров (род. 20 мая 1969; Запорожье, Украинская ССР, СССР) — российский историк, доктор исторических наук, профессор. Заведующий кафедрой музеологии Института истории Санкт-Петербургского государственного университета.
Специалист по истории России, источниковедению и археографии. Основные области научной деятельности: история Средневековой Руси, русское летописание, внешнеполитические и культурные связи Средневековой Руси, русско-византийские и русско-монгольские отношения. В частности является специалистом по истории Галицко-Волынской Руси. Занимается изучением и публикацией письменных памятников, в том числе малоизвестных списков русских летописей, ныне находящихся в зарубежных собраниях. В область научных интересов входят также история и теория музейного дела, музейное проектирование.

## Биография
Родился 20 мая 1969 года в Запорожье.
В 1993 году окончил исторический факультет Запорожского государственного университета, а в 1997 — аспирантуру в Санкт-Петербургском государственном университете.
В 1998 г. защитил кандидатскую диссертацию на тему «Бояре и община Юго-Западной Руси в ХI — начале ХIII вв.» (научный руководитель — проф. И. Я. Фроянов). В 2004 г. защитил докторскую диссертацию на тему: «Галицко-Волынская Русь. Очерки социально-политической истории в домонгольский период. Князь, бояре и городская община».
С июня 1994 года — ассистент кафедры истории России с древнейших времён до начала XX века (с 1997 г. — кафедра Русской истории) исторического факультета (с 2014 г. — Институт истории) СПбГУ; с 2000 — старший преподаватель той же кафедры; с 2004 — доцент кафедры музеологии; с 2005 — заведующий Центром музеологии и туризма, созданным при кафедре музеологии. С июня 2007 года — профессор, а с ноября того же года — заведующий кафедрой музеологии.
Под руководством А. В. Майорова ведется разработка образовательных стандартов и учебных планов основных и дополнительных образовательных программ СПбГУ в области музеологии и охраны объектов культурного и природного наследия.

## Научная деятельность
А. В. Майоров — автор более двухсот научных работ, в том числе монографий («Галицко-Волынская Русь. Очерки социально-политических отношений в домонгольский период», СПб: Университетская книга, 2001; «Великая Хорватия. Этногенез и ранняя история славян Прикарпатского региона», СПб: Изд-во С.-Петерб. ун-та, 2006; «Русь, Византия и Западная Европа. Из истории внешнеполитических и культурных связей XII—XIII вв.», СПб: Дмитрий Буланин, 2011), переизданных в переводах на польский, хорватский и украинский языки, редактор «The Routledge Handbook of the Mongols and Central-Eastern Europe: Political, Economical, and Cultural Relations», London and New-York: Routledge, 2021, а также множества статей в ведущих российских и зарубежных журналах. Труды Майорова опубликованы в США, Великобритании, Германии, Италии, Бельгии, Чехии, Венгрии, Хорватии, Румынии, Польше, Украине.
Исследования А. В. Майорова посвящены истории внешней политики и культурных связей Средневековой Руси, отношениям с Византией, Апостольским Престолом, западноевропейскими государствами, Монгольской империей и Золотой Ордой. В них используется широкий круг как древнерусских, так и западноевропейских латиноязычных источников, многие из которых впервые привлекаются как источники по истории России. Изучаются контакты русских князей с правителями Византийской (Никейской) империи, германским королем Филиппом Швабским и императором Фридрихом II, австрийским герцогом Фридрихом Бабенбергом и др., роль светских и церковных властей Руси в экуменических процессах XIII в., в частности, роль русского архиепископа Петра на Лионском церковном соборе 1245 г., роль русских князей Александра Невского и Даниила Галицкого в отношениях с Апостольским Престолом, внешнеполитические аспекты первой церковной унии Руси с Римом и коронации Даниила Галицкого. Реконструирована история русского присутствия в Святой Земле и управления русским князем Мстиславом Юрьевичем городом Аскалоном на правах наместника византийского императора Мануила I Комнина. Установлены неизвестные ранее факты, раскрывающие историю военно-политического и династического союза князя Романа Мстиславича с византийским императором Алексеем III Ангелом скрепленного браком с принцессой Евфросинией (Анной). Уточнена датировка походов князя Романа против половцев, совершенных в интересах Византии, что в свою очередь является основанием для уточнения времени создания «Слова о полку Игореве». Впервые предложено объяснение появления в княжеском именослове Рюриковичей нетипичных «византийских» крестильных имен — Даниил, Лев, Ираклий, Симеон и др. Выявлены и проанализированы факты распространения на Руси византийских культов и практик стилитизма. Получены новые данные об истоках распространения в среде русских князей атрибутов и символов царской власти, в частности, византийского императорского пурпура, царского и королевского титулов, а также высокочтимых христианских реликвий, выполнявших одновременно роль инсигний верховной власти.
А. В. Майоровым (совместно со Стивеном Поу и Майклом Хоупом) разработана концепция трех волн монгольской экспансии на Запад, последовательно реализованных в 1219—1223, 1236—1242 и 1250-е годы. Каждая из них охватывала Восточную Европу, а также Ближний Восток и Южную Азию, включая Иран, Кавказ, Малую Азию и северную часть Индостана. Установлено, что рейд туменов Джебе и Субедея в Восточную Европу, выполнял не только разведывательную миссию, как это обычно описывается в научной литературе. Поход был частью завоевательной стратегии Чингисхана, направленной на полное подчинение кипчаков и завоевание степных территорий не только в Азии, но и в Европе. Сравнительно-текстологический анализ известий русских летописей, посвященных монгольскому нашествию на Восточную Европу, а также малоизвестных сведений западноевропейских латиноязычных источников позволил уточнить хронологию и выявить ранее неизвестные детали, объясняющие причины падения русских городов, в том числе Киева, и, кроме того, дающие возможность по-новому оценить роль некоторых русских князей во взаимоотношениях с захватчиками.
Ряд исследований А. В. Майорова посвящен истории и текстологии русского летописания, верификации татищевских известий, а также истории отечественной археографии XVIII—XIX вв., открытия и изучения важнейших памятников русского летописания, в частности истории открытия Ипатьевской летописи, роли А. Л. Шлёцера, Н. М. Карамзина и других историков в изучении и публикации русских летописей.
Исследования осуществлялись при поддержке российских и зарубежных научных фондов, в том числе фонда «Русский мир», Российского научного фонда, Российского Гуманитарного Научного Фонда, Польского Национального научного центра (Narodowe Centrum Nauki).
В 2018 г. А. В. Майоров удостоен премии СПбГУ за фундаментальные научные труды.

## Археографическая и редакционная деятельность
С 2008 года А. В. Майоров регулярно организует археографические экспедиции в зарубежные музеи, архивы и библиотеки с целью выявления, изучения и публикации памятников древнерусской письменности, является председателем редакционной коллегии серии «Письменные памятники истории и культуры России в собраниях зарубежных архивов и библиотек», издаваемой СПбГУ (издается с 2011 г.).
В указанной серии под руководством А. В. Майорова впервые опубликованы: Берлинский список Новгородской Первой летописи, Лондонский список Вологодско-Пермской летописи, Лондонский лицевой список Сказания о Мамаевом побоище, Дублинский лицевой список Сербской Александрии, Берлинский Кормчий — сборник учительного состава второй половины XIV в., Балтиморский Служебник — сборник первой половины XIV в., в XIX в. разделенный на две части, хранящиеся ныне в Балтиморе и Санкт-Петербурге.
В серии «Полное собрание русских летописей» под руководством А. В. Майорова впервые опубликованы Варшавский летописный сборник, содержащий сводный текст Псковской Первой и Новгородской Пятой летописей (том 45), Летопись Лавровского — по четырём копиям, хранящимся в Львовской Национальной научной библиотеке Украины им. В. Стефаника (том 46), а также подготовлено новое издание летописного сборника, именуемого Летописью Авраамки (том 44).
В 2017 г. при участии А. В. Майорова Институтом истории имени Т. Мантейфеля Польской Академии Наук осуществлено новое критическое издание Галицко-Волынской летописи по всем известным ныне спискам в серии «Monumenta Poloniae Historica» (том XVI).
Является ответственным редактором научных журналов «Вопросы музеологии» (СПбГУ) и «Rossica antiqua» (СПбГУ), членом редколлегии «Вестника Удмуртского университета».
В разные годы был членом редколлегий «Вестника Санкт-Петербургского университета» (СПбГУ) и международных научных журналов «Княжа доба: історія і культура» (Львов, Институт украиноведения НАН Украины[uk]) и «Русин» (Кишинёв, ОА «Русь»).
Является председателем редакционной коллегии серии «Письменные памятники истории и культуры России в собраниях зарубежных архивов и библиотек» (СПбГУ) и членом редакционной коллегии серии «Studiorum Slavicorum Orbis» (Дмитрий Буланин).

## Экспертная и научно-организационная деятельность
Член Археографической комиссии РАН (Санкт-Петербургское отделение).
Член Экспертного совета по научным проектам Российского Научного Фонда (2017—2020 гг.). Эксперт РАН. В разные годы был экспертом РФФИ и РГНФ.
Член Ученого совета СПбГУ, Учёного совета, Научной и учебно-методической комиссий Института истории СПбГУ; член экспертного совета Федерального агентства по туризму РФ по подготовке кадров в сфере туризма (2006—2009 гг.); член диссертационного совета Д 212.232.55 по защите докторских и кандидатских диссертаций при СПбГУ; представитель СПбГУ в Учебно-методическом объединении вузов РФ в сфере «музеология и охрана объектов природного и культурного наследия»; руководитель научно-экспертного совета по историко-культурному наследию «Серебряное кольцо России».
Председатель оргкомитета Международной научной конференции «Музеология — музееведение в XXI веке: Проблемы изучения и преподавания» (проходит на базе СПбГУ с 2008 г.) и др.

## Научные проекты
Руководитель проектов, поддержанных Фондом «Русский мир» по изданию Берлинского списка Новгородской Первой летописи, Лондонского списка Вологодско-Пермской летописи и Лондонского лицевого списка Сказания о Мамаевом побоище (2010—2014 гг.).
Руководитель проекта, поддержанного Российским Научным Фондом: «Выявление, изучение и публикация памятников русской письменности в собраниях зарубежных музеев, архивов и библиотек» (2016—2020 гг.).
Руководитель проекта, поддержанного Российским Научным Фондом: «Отложенный план завоевания мира: монголы и Запад, 1219—1260 (Русь, Центральная Европа, Ближний Восток)» (2021—2023 гг.).
Руководитель международного проекта «The Routledge Handbook of the Mongols and Central-Eastern Europe: Political, Economic, and Cultural Relations» (издательство Routledge, 2019—2021 гг.).

## Опубликованные труды

### Монографии
- Майоров А. В. Галицко-Волынская Русь: очерки социально-политических отношений в домонгольский период. Князь, бояре и городская община. — СПб.: Университетская книга, 2001. — 640 с. — ISBN 5-323-00013-9.
- Майоров А. В. Великая Хорватия: этногенез и ранняя история славян Прикарпатского региона. — СПб.: Изд-во СПбГУ, 2006. — 208 с. — ISBN 5-288-03948-8.
- Майоров А. В. Русь, Византия и Западная Европа: из истории внешнеполитических и культурных связей XII—XIII вв.. — СПб.: Дмитрий Буланин, 2011. — 798 с. — (Studiorum slavicorum orbis; Вып. 1; ISSN 2220-5489). — ISBN 978-5-86007-650-1.
- Майоров О. В. Галицько-волинський князь Роман Мстиславич: володар, воїн, дипломат: у 2 т. (укр.). — Біла Церква: Вид. О. В. Пшонкiвський, 2011. — 315 + 326 с. — ISBN 978-966-2083-95-8 (Т. 1). — ISBN 978-966-2083-96-5 (Т. 2).
  - Т. 1: До вивчення джерел з iсторii внутрiшньоi та зовнiшньоi полiтики. (укр.)
  - Т. 2: Полiтична та культурна спадщина, родина, династiя. (укр.)
- Majorov A. V. Velika Hrvatska. Etnogeneza i rana povijest Slavena prikarpatskoga područja (хорв.). — Zagreb: Družba Braća Hrvatskoga Zmaja, 2012. — 202 S. — ISBN 978-953-6928-26-2.
- Майоров О. В. Єфросинія Галицька. Дочка візантійського імператора в Галицько-Волинській Русі: княгиня i черниця (укр.). — Біла Церква: Вид. О. В. Пшонківський, 2013. — 224 с. — (Славетні постаті середньовіччя). — ISBN 978-617-604-033-0.
- Majorov A. V. Eufrozyna Halicka. Córka imperatora bizantyńskiego na rusi halicko-wołyńskiej (пол.). — Kraków: Avalon, 2016. — 390 S. — ISBN 978-8377301586.

### Издания источников
- Новгородская Первая летопись. Берлинский список / Н. М. Кропачев, вступ. ст., А. В. Майоров, иссл. — СПб.: Изд. дом СПбГУ, 2011. — 464 с. — (Письменные памятники истории и культуры России в собраниях зарубежных архивов и библиотек, Т. 1). — ISBN 978-5-288-05238-5.
- Сказание о Мамаевом побоище. Лондонский лицевой список / Н. М. Кропачев, предисл.; А. В. Майоров, исслед. — СПб.: Изд. дом СПбГУ, 2012. — 168 с. — (Письменные памятники истории и культуры России в собраниях зарубежных архивов и библиотек, Т. 2). — ISBN 978-5-288-05339-9.
- Вологодско-Пермская летопись. Лондонский список: в 2 книгах / Н. М. Кропачев, предисл.; А. В. Майоров, исслед. — СПб.: Изд. дом СПбГУ, 2012. — Т. 1. — 376 с. — (Письменные памятники истории и культуры России в собраниях зарубежных архивов и библиотек, Т. 3). — ISBN 978-5-288-05337-5.
- Вологодско-Пермская летопись. Лондонский список: в 2 книгах / Н. М. Кропачев, предисл.; А. В. Майоров, исслед. — СПб.: Изд. дом СПбГУ, 2012. — Т. 2. — 424 с. — (Письменные памятники истории и культуры России в собраниях зарубежных архивов и библиотек. Т, 4). — ISBN 978-5-288-05338-2.
- Полное собрание русских летописей. Т. 44: Летопись Авраамки, 2-е изд. / Подг. текста А. Г. Бобров [и др.]; отв. ред. А. В. Майоров. — СПб.: Издательство Санкт-Петербургского университета, 2018. — 224 с. — ISBN 978-5-288-05879-0.
- Полное собрание русских летописей. Т. 45: Варшавский летописный сборник. / Подг. текста А. М. Введенский [и др.]; отв. ред. А. В. Майоров. — СПб.: Издательство Санкт-Петербургского университета, 2018. — 174 с. — ISBN 978-5-288-05881-3.
- Полное собрание русских летописей. Т. 46: Летопись Лавровского / Подг. текста А. Е. Жуков [и др.]; отв. ред. А. В. Майоров. — СПб.: Издательство Санкт-Петербургского университета, 2018. — 224 с. — ISBN 978-5-288-05880-6.

### Редактор
- The Routledge Handbook of the Mongols and Central-Eastern Europe: Political, Economic, and Cultural Relations / Eds. Alexander V. Maiorov and Roman Hautala. — London and New York: Routledge, 2021. — 540 pp. — ISBN 978-0-367-40932-6.

### Избранные статьи
- Список Филиппса (Берлинский) Новгородской Первой летописи (предварительные итоги изучения) // Древняя Русь: вопросы медиевистики. — 2008. — № 2. — C. 91—108.
- Поход Романа Мстиславича 1205 года: в Саксонию или в Польшу? // Вопросы истории. — 2008. — № 11. — С. 36—48.
- Летописные известия об обороне Чернигова от монголо-татар в 1239 г. (Из комментария к Галицко-Волынской летописи) // Труды Отдела древнерусской литературы Института русской литературы (Пушкинский Дом) РАН. — 2009. — Т. 60. — С. 311—326.
- Начальные страницы истории Галича // Труды Государственного Эрмитажа. — Т. 46. — СПб.: Издательство Государственного Эрмитажа, 2009. — С. 182—197.
- Царский титул галицко-волынского князя Романа Мстиславича и его потомков // Studia Slavica et Balcanica Petropolitana. — 2009. — № 1/2. — С. 250—262.
- Неизвестный факт биографии Даниила Галицкого // Rossica Antiqua. — 2010. — № 2. — С. 140—148.
- Даниил Галицкий и Фридрих Воинственный: русско-австрийские отношения в середине XIII в. // Вопросы истории. — 2011. — № 7. — С. 32—52.
- Печать Евфросинии Галицкой из Новгорода // Древняя Русь: вопросы медиевистики. — 2011. — № 2. — С. 5—25.
- Первая уния Руси с Римом // Вопросы истории. — 2012. — № 4. — С. 33—52.
- «Двойные» известия Галицко-Волынской летописи // Русская литература. — 2013. — № 3. — С. 87—99.
- Письмо римского папы Иннокентия IV золотоордынскому хану Сартаку (текст, перевод, комментарий) // Mongolica. — 2013. — Т. 10. — С. 74—81.
- The daughter of a Byzantine Emperor — the wife of a Galician-Volhynian Prince // Byzantinoslavica. — 2014. — Vol. 72. — No. 1-2. — P. 188—233.
- К вопросу об исторической основе и источниках Повести о убиении Батыя // Средневековая Русь. — Вып. 11. — М.: Индрик, 2014. — С. 105—146.
- Н. П. Румянцев и поиски древнерусских летописей в Англии // Российская история. — 2014. — № 6. — С. 128—141.
- The Alliance between Byzantium and Rus’ before the Conquest of Constantinople by the Crusaders in 1204 // Russian History. — 2015. — Vol. 42. — No. 3. — P. 272—303.
- The Cult of St. Daniel the Stylite among the Russian Princes of the Rurik Dynasty // Slavic and East European Journal. — 2015. — Vol. 59. — No. 3. — P. 345—366.
- Ecumenical Processes in the mid-13th century and the Union between Russia and Rome // Zeitschrift für Kirchengeschichte. — 2015. — Bd. 126. — Nr. 1. — S. 11—34.
- Завоевание Батыем Южной Руси: к интерпретации одного известия Рашид-ад-Дина // Studia Slavica et Balcanica Petropolitana. — 2015. — № 1. — С. 182—194.
- Angelos in Halych: Did Alexios III Visit Roman Mstislavich? // Greek, Roman, and Byzantine Studies. — 2016. — Vol. 56. — No. 2. — P. 343—376.
- The Mongol Invasion of South Rus’ in 1239-1240s: Controversial and Unresolved Questions // Journal of Slavic Military Studies. — 2016. — Vol. 29. — No. 3. — P. 473—499.
- The Mongolian Capture of Kiev: The Two Dates // Slavonic and East European Review. — 2016. — Vol. 94. — No. 4. — P. 702—714.
- Die «deutsche Spur» in der altrussischen Erzählung über die Einnahme Konstantinopels durch die Kreuzritter // Byzantinische Zeitschrift. — 2016. — Bd. 109. — Nr. 2. — S. 809—820.
- ... And Mstislav was given the City of Ascalon. Could the Russian Prince have been the Viceroy of the Byzantine Emperor Manuel I in the Holy Land? // Byzantion. — 2016. — Vol. 86. — P. 189—203.
- «Cum quodam rege Rucsie singelariter in prelio dimicans…»: Был ли Даниил Галицкий участником битвы на Лейте? // Древняя Русь. Вопросы медиевистики. — 2016. — № 4. — С. 35—51.
- Prince Mikhail of Chernigov: From Maneuverer to Martyr // Kritika. — 2017. — Vol. 18. — No. 2. — P. 237—256.
- The Emperor Manuel’s Cross in Notre Dame: On its Origin and Path // Greek, Roman and Byzantine Studies. — 2017. — Vol. 57. — No. 3. — P. 771—791.
- Из истории открытия Ипатьевской летописи // Российская история. — 2017. — № 6. — С. 166—183.
- Schlözer and Karamzin. Struggle for Priority in Studying Russian Chronicles // Studi Slavistici. — 2018. — Vol. 15. — No. 1. — P. 111—130.
- Byzantium, Rus and Cumans in the early 13th century // Acta Orientalia Academiae Scientiarum Hungaricae. — 2018. Vol. 71. — No. 1. — P. 7—27.
- «I Would Sacrifice Myself for my Academy and its Glory!»: August Ludwig von Schlözer and the Discovery of the Hypatian Chronicle // Russian History. — 2018. — Vol. 45. — No. 4. — P. 319—340.
- Galician-Volhynian Prince Daniel Romanovich, Rex Coronatus of Rus // Studia Mediaevalia Europaea et Orientalia. Miscellanea in honorem professoris emeriti Victor Spinei oblate / Eds. G. Bilavschi and D. Aparaschivei. Bucharest, 2018. — P. 319—342.
- Church-union negotiations between Rome, Nicaea and Rus’, 1231—1237 // Orientalia Christiana Periodica. — 2018. — Vol. 84. — No. 2. — P. 385—405.
- Из истории издания русских летописей: последнее начинание графа Н. П. Румянцева // Русская литература. — 2018. — № 1. — С. 5—34.
- Byzantine Imperial Purple in Ancient Rus' // Kritika. — 2019. — Vol. 20. — No. 3. — P. 505—527.
- Апостольский престол, Никейская империя и Русь в экуменических процессах середины XIII в. // Византийский временник. — 2019. — Т. 103. — С. 128—152.
- The Rus Archbishop Peter at the First Council of Lyon // Journal of Ecclesiastical History. — 2020. — Vol. 71. — No. 1. — P. 20—39.
- The German King Philip of Swabia, Hungarian Queen Gertrude of Andechs-Meranien, and St Elizabeth of Thuringia in Rus’ Chronicles // Jahrbücher für Geschichte Osteuropas. — 2021. — Vol. 69. — No. 2. — P. 253—292.
- Женщина, дипломатия и воина: русские князья в переговорах с Бату накануне монгольского нашествия // Шаги / Steps. — 2021. — Т. 7. — № 3. — С. 124—199.
- Александр Невский, римский папа и монгольский хан: к вопросу о «выборе» между Западом и Востоком // Древняя Русь. Вопросы медиевистики. — 2021. — № 4 (86). — С. 5—24.
- Между Никеей, Лионом и Каракорумом: ориентиры внешней политики Александра Невского // Александр Невский: личность, эпоха, историческая память. К 800-летию со дня рождения / Отв. ред. Е. Л. Конявская, Л. А. Беляев. — М.: Индрик, 2021. — С. 97—111.
- The Mongol Conquest of Rus' // The Mongol World / Eds. Timothy May and Michael Hope. — London and New York: Routledge, 2022. — P. 164—182.
- The First Mongol Invasion of Europe: Goals and Results // Journal of the Royal Asiatic Society. — 2022. — Vol. 32. — No. 2. — P. 411—438.
- Александр Невский, Бату и хан Мунке: нашествие Неврюя и контроль над русскими землями // Древняя Русь. Вопросы медиевистики. — 2022. — № 4 (90). — С. 23—38.
- A medieval effort toward unity: Latins, Greeks, Russians and the Mongol Khan // Journal of Medieval History. — 2023. — Vol. 49. No. 4. — P. 495—515.
- «Умиротворение и контроль»: монгольское правление на Руси в середине XIII в. // Российская история. — 2023. — № 5. — С. 3—22.
- Посланники папы Иннокентия IV к Александру Невскому: загадки биографической истории // Quaestio Rossica. — 2023. — Т. 11. — № 3. — С. 931—949.
- Милей, Куремса и хан Мунке: Южная Русь под монгольским контролем // Древняя Русь. Вопросы медиевистики. — 2023. — № 2 (92). — С. 41—56.
- To «Conquer Rome and Beyond Rome»: The Mongol Ideology of World Domination in Medieval Reality and Imagination // Studia Slavica et Balcanica Petropolitana. — 2024. — No. 1 (35). — P. 3—38 (with Stephen Pow).
- Русские войска в армии монголов // Вестник Санкт-Петербургского университета. История. — 2024. — Т. 69. — Вып. 3. — С. 548—565.
- Тысяцкий Дмитр до и после падения Киева // Древняя Русь. Вопросы медиевистики. 2024. — № 4 (98). — С. 7—26 (с Ф. Н. Веселовым).
- «…велику пагубу людемъ творяхуть»: бесермены, титям Кутлубий и восстание 1262 г. // Петербургский исторический журнал. — 2024. — № 4 (44).  — С. 17—30.

## Рецензии
- Александрович В. С. Не зовсім звичайна монографія «незвичайного князя». Майоров О. Галицько-волинський князь Роман Мстиславич; володар, воїн, дипломат: У 2 т. — Біла Церква, 2011. — Т. 1—2 (укр.) // Княжа доба: історія і культура. — Львів: Інститут українознавства ім. І. Крип’якевича НАН України, 2013. — Вип. 7. — С. 295—313. — ISSN2221-6294.
- Ананьев В. Г. Новое исследование по истории отношений Руси с Византией и Западной Европой // Русин. — 2013. — № 1 (31). — С. 160—167. — ISSN 1857—2685.
- Боднарюк Б., Федорук А. [Рецензия на книгу:] Майоров А. В. Галицко-Волынская Русь. Очерки социально-политических отношений в домонгольский период. Князь, бояре и городская община. СПб.: Университетская книга, 2001. 640 с. // Питання історії України. Збірник наукових статей / Редкол.: В. М. Ботушанський (наук. ред.) та ін. — Чернівці, 2004. — Вип. 7. — С. 213—215.
- Войтович Л. В. [Рецензия на книгу:] Майоров А. В. Галицко-Волынская Русь. Очерки социально-политических отношений в домонгольский период. Князь, бояре и городская община. СПб., 2001. 640 с. // Записки Наукового товариства ім. Шевченка. — Львів, 2002. — Т. 231. — С. 699—703. — ISSN 20766882.
- Войтович Л. В. [Рецензия на книгу:] Майоров А. В. Великая Хорватия: этногенез и ранняя история славян Прикарпатского региона. СПб.: Издательство Санкт-Петербургского университета, 2006. 209 с. // Записки Наукового товариства ім. Шевченка. — Львів, 2008. — Т. 256. — С. 705—707. — ISSN 20766882.
- Жих М. И. [Рецензия на книгу:] Майоров А. В. Великая Хорватия: Этногенез и ранняя история славян Прикарпатского региона / Отв. ред. А. Ю. Дворниченко. СПб.: Изд-во С.-Петерб. ун-та, 2006. 209 с. ISBN 5-288-03948-8 // Studia Slavica et Balcanica Petropolitana. — 2008. — № 2 (4). — С. 173—178. — ISSN1995-848X.
- Лиман I. I. [Рецензия на книгу:] Майоров А. В. Галицко-Волынская Русь. Очерки социально-политических отношений в домонгольский период. Князь, бояре и городская община. СПб.: Университетская книга, 2001. 640 с. // Науковi працi Iсторичного факультету Запорiзького нацiонального унiверситету. — Запорiжжя, 2004. — Вип. 18. — C. 390—392. — ISSN 24153427.
- Пузанов В. В. [Рецензия на книгу:] Майоров А. В. Галицко-Волынская Русь. Очерки социально-политических отношений в домонгольский период. Князь, бояре и городская община. СПб.: Университетская книга, 2001. 640 с. // Вестник Удмуртского университета. — Серия История. — 2003. — С. 205—206.
- Сухушина О. [Рецензия на книгу:] Майоров А. В. Великая Хорватия: этногенез и ранняя история славян Прикарпатского региона. СПб.: Издательство Санкт-Петербургского университета, 2006. 209 с. // Вісник Черкаського університету. Серія: історичні науки. 2009. — Вип. 160/161. — С. 237—238. — ISSN 20765908.
- Чебаненко С. Б. [Рецензия на книгу:] Майоров А. В. Русь, Византия и Западная Европа: из истории внешнеполитических и культурных связей XII—XIII вв. СПб.: Дмитрий Буланин, 2011. 800 с. (Studiorum slavicorum orbis. Вып. 1). SBN 978-5-86007-650-1, ISSN 22205489 // Rossica Antiqua. — СПб.:СПбГУ, 2012. — № 1 (5). — С. 161—168. — ISSN 2222-9027.
- Штыхов Г. В. [Рецензия на книгу:] Майоров А. В. Галицко-Волынская Русь. Очерки социально-политических отношений в домонгольский период. Князь, бояре и городская община. СПб.: Университетская книга, 2001. 640 с. // Вестник Санкт-Петербургского университета. — Серия 2. — 2003. — Вып. 2. — С. 129—130.
- Юсупович А. Роман Мстиславич, «игемон» русский. Рецензия на книгу: Майоров А. В. Русь, Византия и Западная Европа: из истории внешнеполитических и культурных связей XII—XIII вв. СПб.: Дмитрий Буланин, 2011 (Studiorum slavicorum orbis. Т. 1). 800 стр. // Средневековая Русь / ИРИ РАН; ИВИ РАН. — М.: Индрик, 2014. — Вып. 11. — С. 401—411. — ISBN 978-5-91674-296-1.
- Apatóczky Á. B.[англ.] A közép- és kelet-európai tatárjárások történetéhez: The Routledge Handbook of the Mongols and Central-Eastern Europe. Alexander V. Maiorov, Roman Hautala (eds.) Oxon — New York, Routledge, 2021, 544 oldal. // Távol-keleti Tanulmányok. — 2023. — Vol. 15. — Nо. 1. — P. 277—282.
- Vručina P. [Рецензия на книгу:] Aleksandar V. Majorov, Velika Hrvatska, Etnogeneza i rana povijest Slavena prikarpatskog područja, Zagreb: Družba Braće Hrvatskoga zmaja 2012., 203 str. // Povijesni prilozi. — 2013. — Т. 45. — S. 363—365. — ISSN 03519767.